# Chwarszczany
Chwarszczany [xfarʂˈt͡ʂanɨ] (tiếng Đức: Quartschen) là một ngôi làng thuộc khu hành chính của Gmina Boleszkowice, thuộc quận Myślibórz, West Pomeranian Voivodeship, ở phía tây bắc Ba Lan, gần biên giới Đức. Nó nằm trên sông Myśla (tiếng Đức: Mützel), khoảng 6 kilômét (4 mi) về phía đông nam của Boleszkowice (tiếng Đức: Fürstenfelde), 32 km (20 mi) phía tây nam Myślibórz (tiếng Đức: Soldin) và 82 km (51 mi) phía nam thủ đô khu vực Szczecin (Stettin). Nó nằm ở ngã ba đường voivodeship 127 và quốc lộ 31. Làng có dân số 222 người.

## Nhà nguyện Chwarszczany

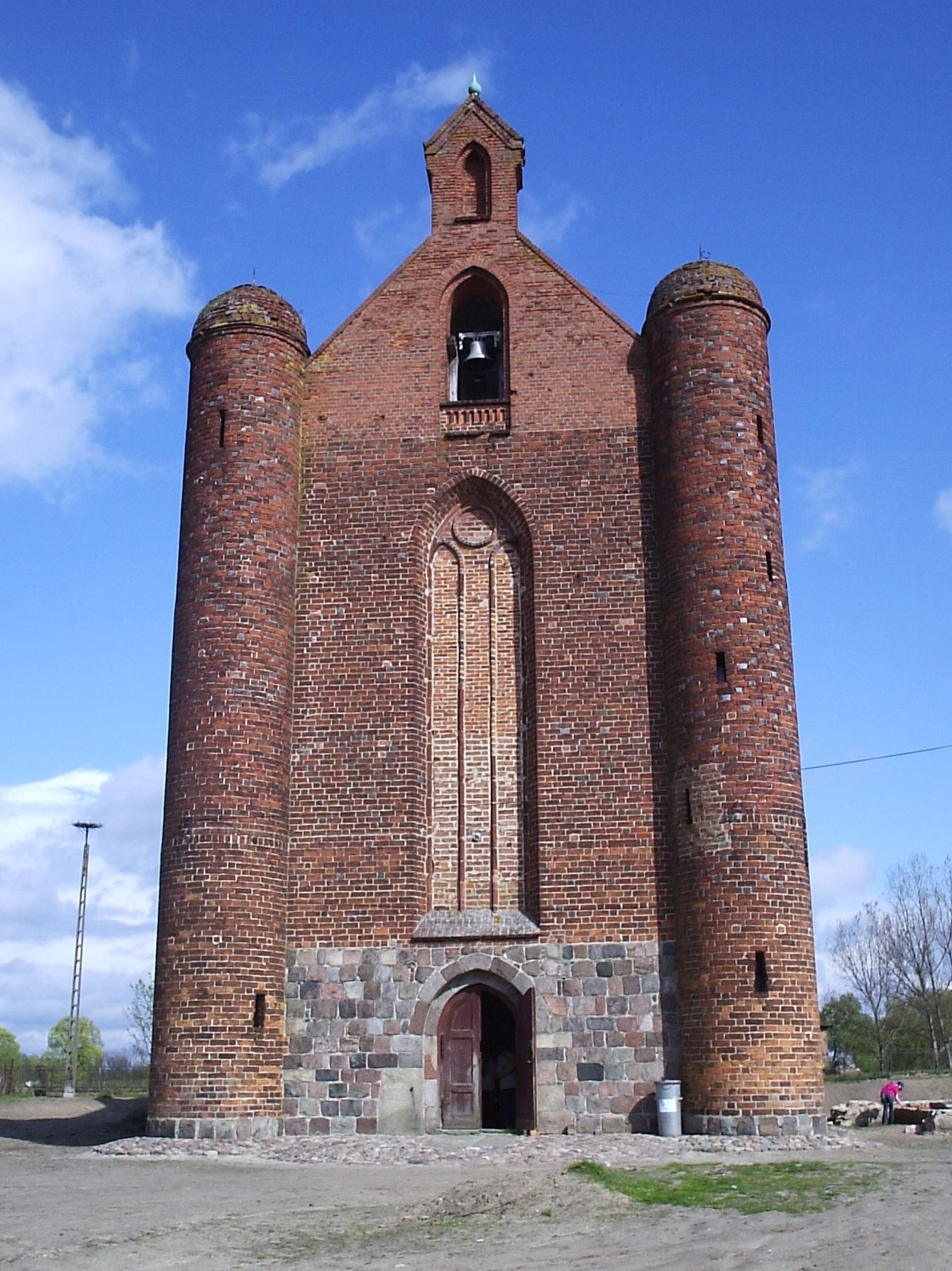
Mặt tiền của nhà thờ và nhà nguyện cũ của Templar

Nguồn gốc của nhà nguyện này nằm trong món quà cho Hiệp sĩ Templar gồm 1.000 ẩn đất (1 ẩn khoảng 17 ha) của Władysław Odonic, Công tước xứ Ba Lan, vào năm 1232. Vùng đất này nằm ở vùng Bêlarut (tiếng Đức: Küstrin) khu vực và trung tâm thị trấn. Sự quyên góp này đáp ứng nhiều hơn những lý do tôn giáo đơn giản, vì nó cung cấp một biện pháp bảo vệ ở vùng biên giới và cho phép giải quyết khu vực. Công tước Pomerania, tuy nhiên, coi toàn bộ khu vực này là thuộc về lâu đài Kinice của họ, và không thuộc về Kostrzyn và Santok. Để không bị trục xuất khỏi khu vực, họ vội vã tự quyên góp. Do đó, vào năm 1234, Barnim I, Công tước xứ Pomerania, đã cho các Hiệp sĩ Templar thêm 200 ẩn nấp tập trung vào Dargomyśl (tiếng Đức: Darmietzel), chỉ ra rằng vùng đất này nằm trong lãnh thổ của chính mình.
Người ta không biết Templar of Chwarszczany đến từ đâu, nhưng nó có thể là chỉ huy Silesian ở Oleśnica Mała. Năm 1241, danh mục đầu tư bất động sản của Templar đã được mở rộng với việc bổ sung Lubno và Oborzany, được tặng bởi Włast, một ông trùm người Ba Lan. Đến giữa thế kỷ 13, biên giới Brandenburg của vương triều Ascan đã giành quyền kiểm soát tài sản. Sau khi tranh chấp, vào năm 1261, một thỏa thuận đã đạt được giữa các Hiệp sĩ và bên lề: Các Hiệp sĩ đã nhượng lại quyền cho một chỉ huy ở Myślibórz, và từ bỏ các vùng đất nằm trên đường từ Kostrzyn đến Gorzów. Đổi lại, họ nhận được xác nhận về việc sở hữu Chwarszczany với mười ngôi làng với việc bổ sung làng Kaleńsko.
Năm 1286 Otto VI, Margrave của Brandenburg-Salzwedel, bước vào tu viện trong thị trấn, mang lại cho bộ chỉ huy ý nghĩa lớn hơn. Vào những năm 1290, Bernhard von Eberstein đã trở thành giới luật Templar của Ba Lan, Neumark, Bohemia và Moravia. Năm 1308, thành viên của lệnh Günther von Köthen đã bán ngôi làng Cychry thuộc bộ chỉ huy cho hai anh em của gia đình Hokemann giàu có ở Frankfurt trên Oder. Đây là lần nhắc đến cuối cùng của các Hiệp sĩ trong khu vực, với nhà nguyện được các Bệnh viện tiếp quản sau sự đàn áp của các Hiệp sĩ.